# 文化和體育宮
文化和體育宮 是一座位於保加利亞瓦爾納的文化和體育複合場館。由Kongresna廳、Mladost廳和20廳等3個體育廳組成。文化和體育宮於1968落成啟用。
非洲有一座文化和體育宮的完全複製品，是位於奈及利亞蘇魯萊雷的國家藝術劇院。該建築和本宮由同一位建築師Stefan Kolchev設計.。

## 外部連結
维基共享资源上的相關多媒體資源：文化和體育宮
- 官方网站 （保加利亞語）